# Wohnhaus Schnoor 36, Wüstestätte 6

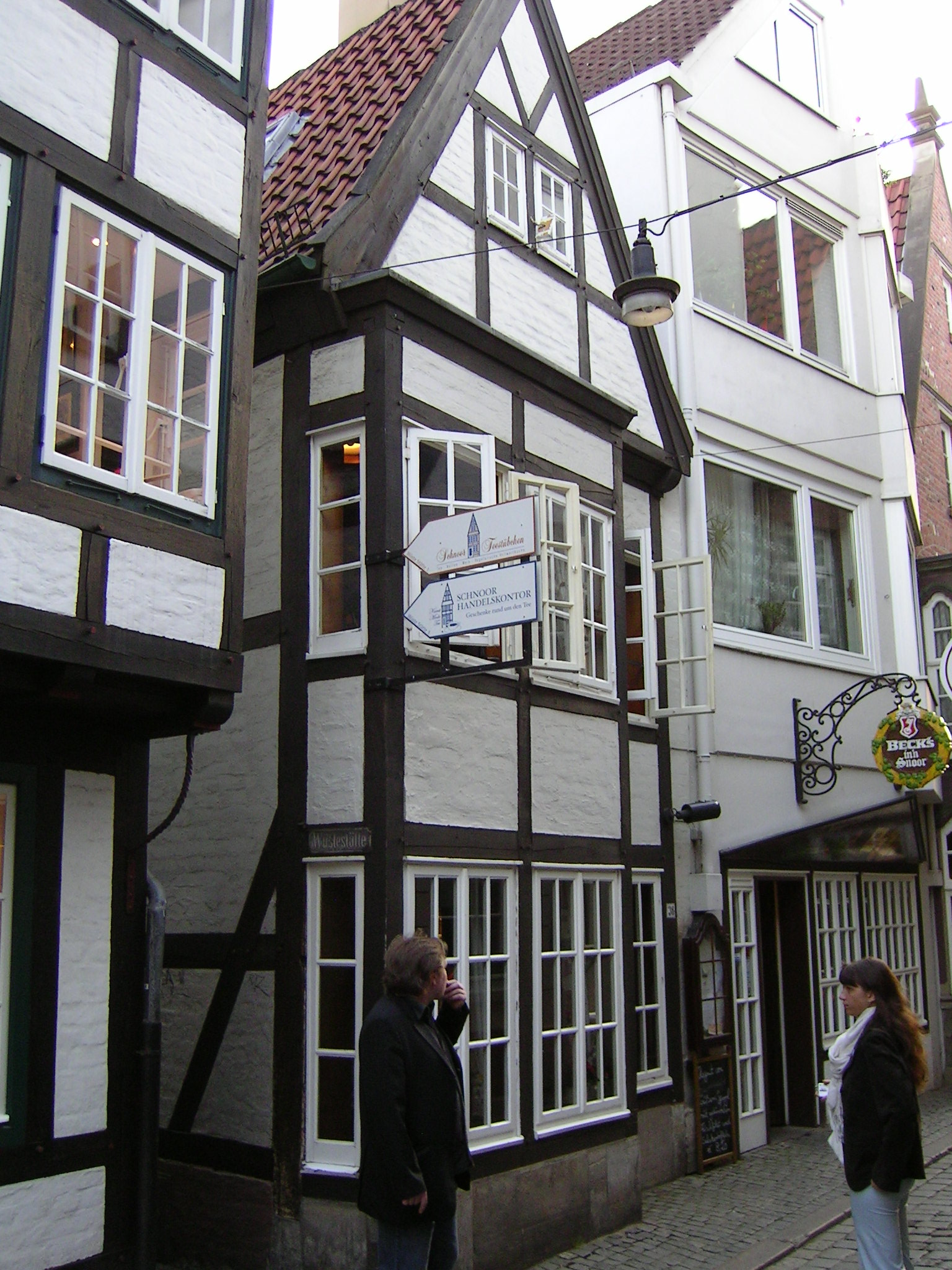
Schnoor Nr. 36

Das Wohnhaus Schnoor 36, Wüstestätte 6 befindet sich in Bremen, Stadtteil Mitte im  Schnoorviertel. Es entstand 1651/1700 bzw. nach 1860.
Das Gebäude steht seit 1973 unter Bremer Denkmalschutz.

## Geschichte

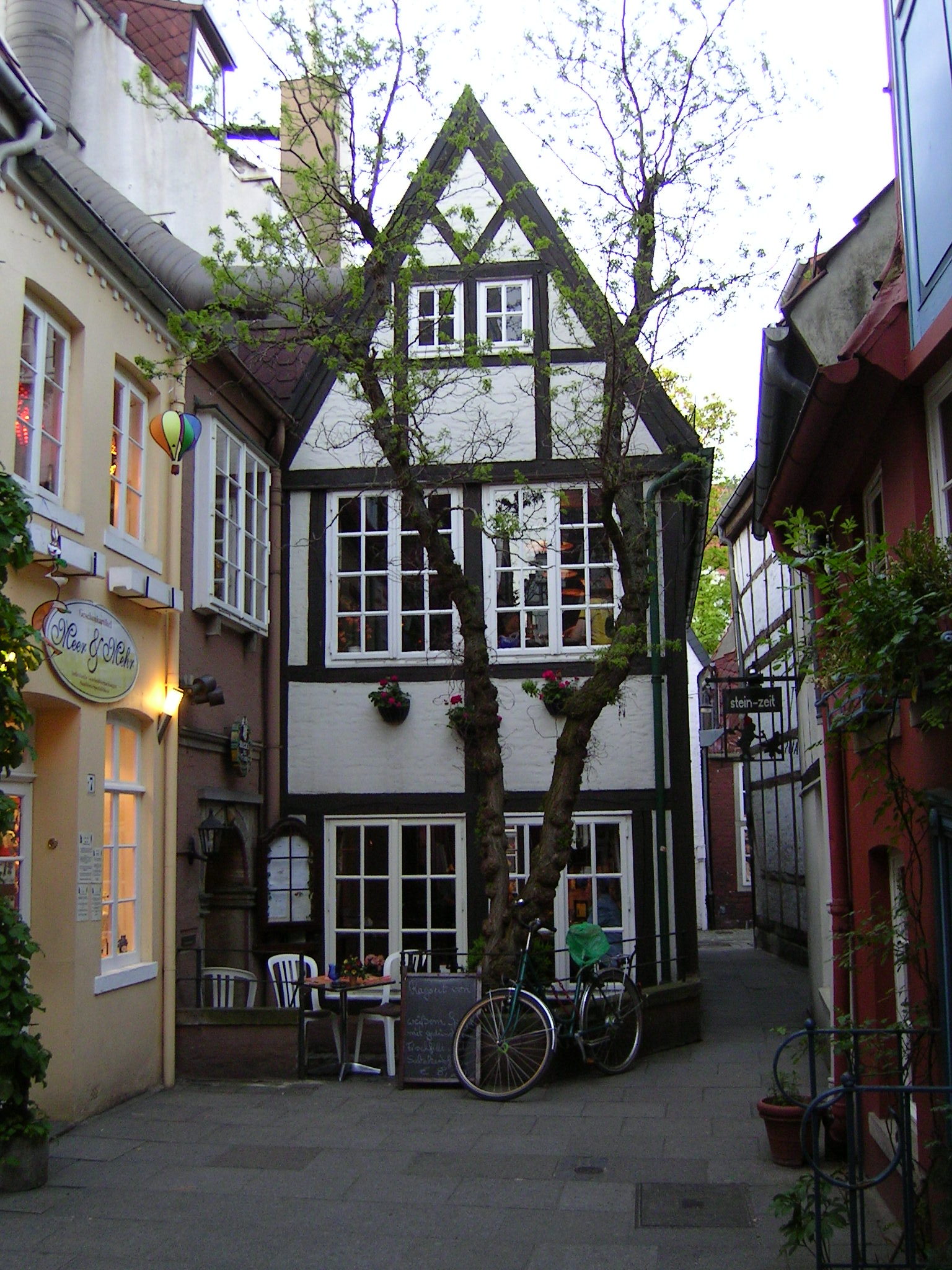
Giebel: Schnoor 36; links davon, (braun): Wüstestätte 6

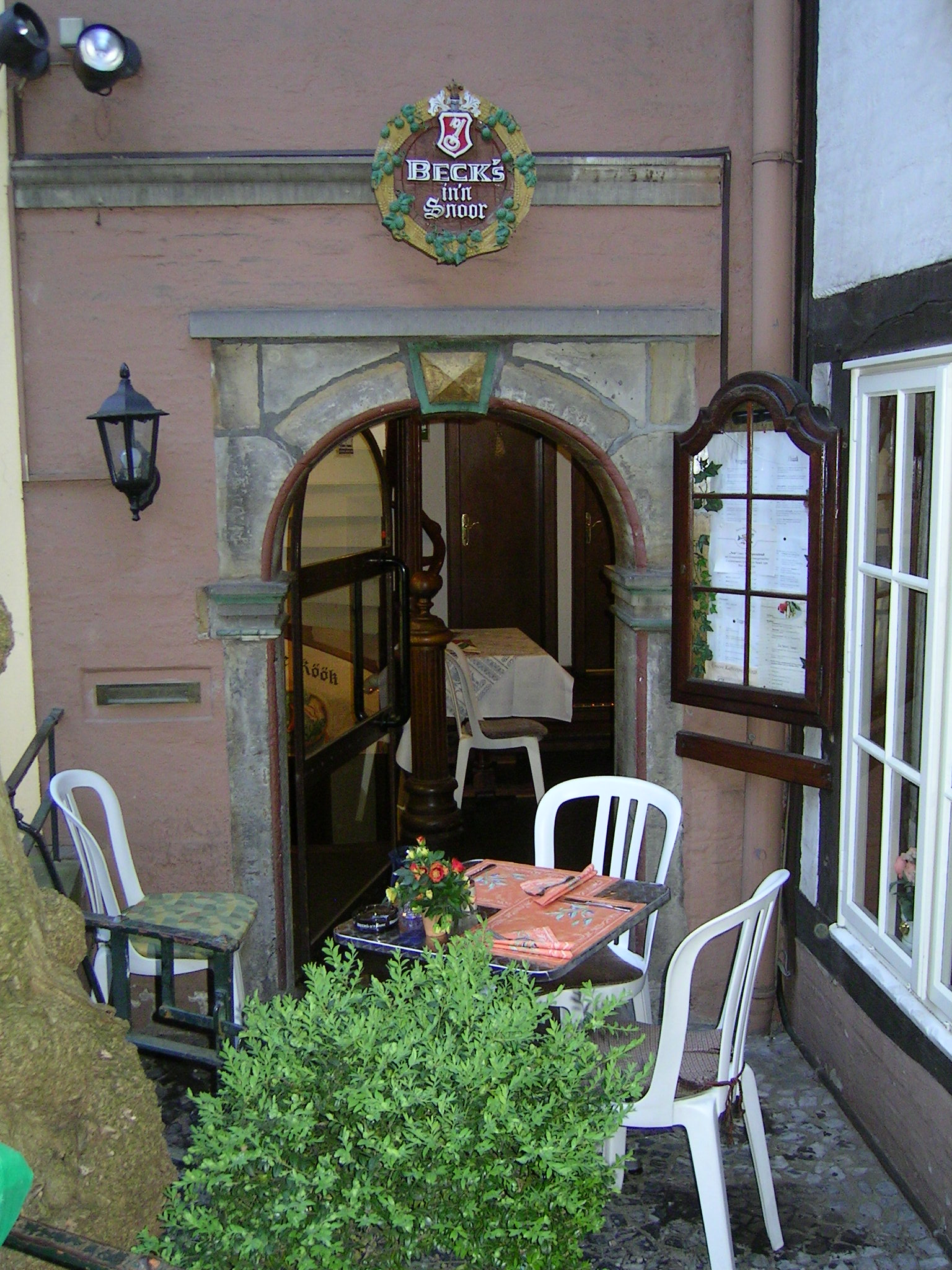
Wüstestätte 6, Eingang

Die ursprüngliche Bevölkerung des Schnoors bestand überwiegend aus Flussfischern und Schiffern. In der Epoche des Klassizismus und des Historismus entstanden von um 1800 bis 1890 die meisten oft kleinen Gebäude. Im weiteren Verlauf wurde es zum Arme-Leute-Viertel, das in weiten Bereichen verfiel – vor allem nach dem Zweiten Weltkrieg.
1959 wurde von der Stadt ein Ortsstatut zum Schutz der erhaltenswerten Bausubstanz beschlossen. Die Häuser wurden dokumentiert und viele seit den 1970er Jahren unter Denkmalschutz gestellt. Ab den 1960er Jahren fanden mit Unterstützung der Stadt Sanierungen, Lückenschließungen und Umbauten im Schnoor statt.
Das zweigeschossige, verputzte Giebelhaus mit einem Satteldach und einer später sichtbaren Fachwerkfassaden wurde 1651/1700 in der Epoche des Barocks gebaut und nach 1860 in der Epoche des Historismus bzw. um 1960 saniert und umgebaut. An der Straße Schnoor befindet sich ein zweigeschossiger Erker. Die Verkleidung des Fachwerks aus dem 19. Jahrhundert wurden bei der Sanierung von nach 1960 entfernt, die Fenster deutlich vergrößert, eine seitliche Tür zur Wüstestätte entfiel und viele marode Fachwerkbalken wurden erneuert. Alte Adressbücher zeigen, dass hier 1860 eine Näherin wohnte und 1904 ein Schumacher seinen Laden hatte sowie 1967 hier eine Galerie Werkstatt war.

Heute (2018) wird das Haus durch ein Restaurant und Büros genutzt.
In der Nachbarschaft stehen die Wohnhäuser Wüstestätte 1 bis 9 sowie das St.-Jakobus-Packhaus (10) und das Packhaustheater Bremen (11).

Der niederdeutsche Straßenname Schnoor (Snoor) bedeutet Schnur: Hier stehen die Häuser wie an einer Schnur aufgereiht. Der Name verweist jedoch auf das Schiffshandwerk und die Herstellung von Seilen und Tauen (= Schnur).

Der Straßenname Wüstestätte erinnert – vermutlich seit 1662 – an eine wüste Stätte, die nach einem Großbrand entstanden ist. Erst nach 1800 erfolgte hier ein Wiederaufbau.